# Ibotyporanga diroa
Ibotyporanga diroa – gatunek pająka z rodziny nasosznikowatych.

## Taksonomia
Gatunek ten opisany został po raz pierwszy w 2003 roku przez Bernharda Hubera i Antônia D. Brescovita na łamach „Insect Systematics & Evolution”. Jako lokalizację typową wskazano Toca de Esperança w Jussarze w brazylijskim stanie Bahia. Epitet gatunkowy pochodzi od Diroi, nadprzyrodzonego bytu z wierzeń ludu Tukâno.

## Morfologia
Pająk o ciele długości około 2,1 mm. Prosoma jest ochrowożółta. Na karapaksie biegnie płytka, ale wyraźna bruzda tułowiowa. W odsiebnej części nadustka znajduje się wyraźna, zesklerotyzowana krawędź. Szczękoczułki mają delikatne, współpracujące ze zmodyfikowanymi włoskami na udach nogogłaszczków listewki strydulacyjne i zrośnięte pośrodkowo apofizy o długości znacznie mniejszej niż u I. naideae. Sternum jest niewiele szersze niż dłuższe. Kolor odnóży jest ochrowożółty. Brak na nich kolców i zakrzywionych włosków. Kulista opistosoma (odwłok) jest szarawa z niewyraźnym, małym nakrapianiem.
Nogogłaszczki samca mają bulbus z niezmodyfikowanym wyrostkiem, a kulistą goleń zaopatrzoną w pojedyczy, prętowaty, szeroko zakrzywiony prokursus.

## Ekologia i występowanie
Pająk neotropikalny, endemiczny dla Brazylii, znany tylko ze stanu Bahia. Spotykany wśród caatingi. 